# Wireshark
Wireshark（旧称 Ethereal）是一个开源的网络数据包分析器，可实时从网络接口捕获数据包中的数据。它尽可能详细地显示捕获的数据以供用户检查它们的内容，并支持多协议的网络数据包解析。Wireshark 适用于 Windows 和 UNIX 操作系统。它可被用于检查安全问题和解决网络问题，也可供开发者调试协议的实现和学习网络协议的原理。
在 GNU 通用公共许可证的保障下，用户可免费获得软件与源代码，并拥有对源代码修改及定制的权利。

## 發展簡史
1997年底，密苏里大学堪萨斯城分校的毕业生杰拉德·康姆斯（Gerald Combs）在一家小型的互联网服务供应商上班，他需要一个工具以追踪网络问题并了解更多网络知识，于是开始编写 Ethereal 软件。
1998年7月，Ethereal 在经历几次开发暂停后，终于发布其第一个版本 v0.2.0。此后，Combs 收到了来自全世界的补丁、错误报告与鼓励信件。Ethereal 的发展就此开始。不久之後，Gilbert Ramirez 看到了它的潜力并贡献了一个低级的解析器。
1998年10月，來自 Network Appliance 公司的 Guy Harris 在尋找一套比 tcpview（另一套网络数据包截取程序）更好的软件，于是他也开始参与 Ethereal 的开发工作。
1998年底，教授 TCP/IP 课程的 Richard Sharpe 看到了它在此类课程中的潜力，并开始研究它是否支持他需要的协议。虽然当时不支持，但可以轻松添加新的通信协议，因此他开始向 Ethereal 贡献数据包截取功能，几乎包含了当时所有通信协议。
此后，越来越多的人开始参与 Ethereal 的开发。他们希望使用 Ethereal 截取特定的、但 Ethereal 尚未支持的通信协议的数据包，于是开始参与它的开发。
2006年6月，因为商标的问题，Ethereal 更名为 Wireshark。
2008年，经过十年的发展，Wireshark 正式发布 1.0 版本。2015年，Wireshark 发布 2.0 版本并更新了用户界面。

## 另見
- Pcap：與Wireshark搭配使用的封包截取程式
- tcpdump：命令行下的封包分析工具。

## 延伸導讀
- 《實戰封包分析：使用Wireshark》ISBN 9789862765210

## 外部連結
- 官方网站
- Ethereal.com （页面存档备份，存于）